# Moynaq
Moynaq (del uzbeko Мўйноқ, en ruso Муйнак), recibe también el nombre Mo'ynoq, es una ciudad del noroeste de Uzbekistán ubicada en la república autónoma de Karakalpakia. Inicialmente era una ciudad portuaria a orillas del mar de Aral; sin embargo, desde 1960, cuando los ríos Amu Daria y Sir Daria (que alimentaban dicho mar) fueron desviados para convertir Asia Central en una zona productora de algodón y cereales, el nivel del mar comenzó a bajar.
Al igual que Aral, al lado kazajo del mar, la población de Moynaq comenzó a descender, y sus habitantes comenzaron a sufrir diversas enfermedades. Pese a esto, la población urbana de la ciudad ha aumentado desde 1970 (en ese entonces 12.000 habitantes).
El drama de los poblados alrededor del mar de Aral fueron narrados en Psy («Perros»), película de Dmitri Svetozarov. 